# Heidi Kollanen
Heidi Karoliina Kollanen (nacida el 6 de junio de 1997) es una futbolista finlandesa que juega como delantera y ha aparecido en la selección nacional femenina de Finlandia. Juega en la Damallsvenskan con el Vittsjö GIK desde 2024.

## Carrera
Kollanen comenzó su carrera en Ilves Tampere en 2012.
De 2016 a 2017 estudió en la Universidad Estatal de Florida y jugó para los Seminoles del Estado de Florida. Después de 17 apariciones como “estudiante de primer año”, solo tuvo una aparición en su segundo año debido a una lesión.
En 2018 regresó a su tierra natal y jugó en el PK-35 Vantaa. En la temporada regular fue sexta mejor goleadora con ocho goles y en la ronda del campeonato con siete goles, lo que la convierte en la segunda mejor goleadora de la temporada junto con la sudafricana Ode Fulutudilu.
Luego se mudó al UPC Tavagnacco en Italia, donde marcó cinco goles en 15 partidos de la Serie A, pero dejó el club después de una temporada para dirigirse al norte, ahora a Suecia.
De 2018 a 2023 jugó en la Damallsvenskan con el KIF Örebro DFF.
| Año       | Club                           | Apariciones | Goles |
| --------- | ------------------------------ | ----------- | ----- |
| 2016–2017 | Universidad Estatal de Florida |             |       |
| 2012–2016 | FC Ilves Tampere               | 46          | 36    |
| 2018      | PK-35 Vantaa                   | 22          | 15    |
| 2018–2019 | UPC Tavagnacco                 | 15          | 5     |
| 2019–2023 | KIF Örebro DFF                 | 90          | 18    |
| 2024–     | Vittsjö GIK                    |             |       |

Apariciones y goles en la liga nacional del club, actualizados al 19 de junio de 2022.

## Selección nacional
El 28 de agosto de 2012 jugó por primera vez con la selección finlandesa sub-17 contra Gales. En octubre de 2012, entró como suplente en los tres partidos de la primera ronda de clasificación para el Campeonato Europeo Femenino Sub-17 de la UEFA 2012-13 y marcó un gol. Con victorias contra Georgia (11:0) y Bielorrusia (2:0), llegaron a la ronda élite como segundos del grupo a pesar de la derrota por 1:2 contra Irlanda. En marzo de 2013, su equipo se quedó sin victorias y sin ella y fue eliminado como tercero del grupo.
En el siguiente intento, en agosto de 2013, estuvo en el once inicial en los tres partidos de la primera ronda. Aunque no marcó goles, su equipo ganó el grupo con dos victorias y un empate. En la ronda élite de octubre marcó un gol para poner el 3-0 contra Hungría, pero fue la única victoria de su equipo junto con dos derrotas, por lo que volvieron a quedar eliminados.
En septiembre de 2014 participó con la selección sub-19 en la primera ronda de clasificación para el Campeonato Europeo Femenino Sub-19 de la UEFA 2015, donde contaba con la ventaja de jugar en casa. Marcó tres goles en tres partidos y pudo clasificarse con su equipo para la ronda élite sin perder ningún punto. En la ronda élite de abril de 2015 volvió a llegar el final. Aunque marcó dos goles, sólo les bastó para dos empates y el último partido contra España se perdió por 6-0.
En septiembre de 2015 lo intentaron de nuevo y en la primera ronda volvieron a tener la ventaja de jugar en casa. En el primer partido ganaron por 1-0 contra Turquía, en el segundo partido contra Lituania contribuyó con cinco goles a la victoria por 8-0. Dos veces más lo logró en la victoria final por 7:3 contra Polonia. En la ronda élite de abril de 2016, solo pudo marcar un gol de penalti en el primer partido, que ganó por 2-1 contra Bielorrusia. Después de una derrota por 1-2 contra la República Checa y un empate 1-1 contra la anfitriona Holanda, los finlandeses volvieron a quedar eliminados. Con un total de ocho goles en las dos eliminatorias, fue la segunda mejor goleadora de la clasificación.
El 6 de abril de 2018, debutó con la selección femenina de fútbol de Finlandia en la Clasificación de UEFA para la Copa Mundial Femenina de Fútbol de 2019 cuando entró como suplente en el tercer minuto del tiempo añadido contra España, pero no pudo cambiar el 2-0. derrota.
A esto le siguió una breve aparición de cuatro minutos en un partido amistoso contra Dinamarca en enero de 2019 y un papel titular en la Copa de Chipre de 2019 contra Sudáfrica, en la que fue sustituida en la segunda mitad.
También participó en los primeros cuatro partidos de Clasificación para la Eurocopa Femenina 2022 en otoño de 2019 y marcó su primer gol el 2 de septiembre de 2019 en la victoria por 3-0 contra Albania. A este gol le siguió otro el 8 de octubre en la victoria por 8-1 en el partido de vuelta.
Jugó en los tres partidos de la Copa Chipre en marzo de 2020, pero la pandemia de COVID-19 imposibilitó más partidos internacionales por un tiempo.
La fase final de la Eurocopa Femenina, prevista para 2021, se pospuso un año, por lo que la fase de Clasificación para la Copa Mundial Femenina de Fútbol de 2023 comenzó antes de la fase final de la Eurocopa. En la fase de clasificación para la Copa Mundial, solo ha tenido una breve participación de 13 minutos en la victoria por 6-0 contra Georgia en abril de 2022.
Anteriormente, había jugado en dos partidos del Tournoi de France en febrero de 2022: 45 minutos en la derrota por 0-5 contra la anfitriona Francia y en el tiempo añadido del empate sin goles contra Brasil.
El 9 de junio fue nominada para el equipo finlandés de la Eurocopa Femenina 2022.
| Año       | Categoría | Apariciones | Goles |
| --------- | --------- | ----------- | ----- |
| 2012–2014 | Sub-17    | 9           | 2     |
| 2014–2016 | Sub-19    | 12          | 13    |
| 2018–     | Absoluta  | 30          | 3     |

Partidos internacionales y goles de selecciones nacionales, actualizados al 5 de diciembre de 2023.